# جمبرا
جمبرا (به انگلیسی: Jambera) یک شهرک در پاکستان است که در ناحیه بتگرام واقع شده‌است.